# Paul Kallos
Paul Kallos, né Kallós Pál (Hernádnémeti, Hongrie, 15 novembre 1928 - Montpellier, 10 août 2001), est un peintre non-figuratif français d'origine hongroise.

## Biographie
Paul Kallos, dont le père est médecin, naît dans une famille bourgeoise. Il réalise en 1938 ses premiers dessins, des copies, lors d'une maladie qui l'immobilise durant quelques mois. Les études secondaires qu'il commence en 1940 à Kiskunhalas sont interrompues par la guerre. Déporté par le pouvoir nazi en 1944 à Auschwitz, où périt une grande part de ses proches, il est en 1945 de retour en Hongrie et entre en 1946 à l'école des Beaux-Arts de Budapest, influencé par le surréalisme puis l'abstraction géométrique ; il y a pour ami Georges Feher.
En 1949, Kallos et Feher quittent clandestinement la Hongrie stalinienne, passent un an dans un camp de réfugiés en Autriche, près de Salzbourg, dans la zone française puis s'établissent avec le statut de réfugié politique à Paris, dans une chambre de la place de Clichy. Kallos y réalise dans des conditions précaires des œuvres de petits formats. Tendant des peaux, à mi-temps, chez un fourreur, il fréquente alors le Louvre (Rembrandt, Le Tintoret, Franz Hals).
Il s'installe en 1952 avec Raymonde Godin, peintre d'origine québécoise, rue Visconti, ultérieurement rue Oudinot, dans un atelier précédemment occupé par Miró puis par Bazaine, et, en 1961, à L'Haÿ-les-Roses.
Dès 1951, Kallos envoie quatre compositions au Salon des réalités nouvelles auquel il participera régulièrement jusqu'en 1983. Pierre Loeb ayant remarqué l'une de ses peintures le prend en 1954 sous contrat dans sa galerie, 2 rue des Beaux-Arts, et présente régulièrement son travail. Kallos se lie ainsi d’amitié avec Vieira da Silva, Szenes, Lanskoy, Riopelle, Zao Wou-Ki, Wifredo Lam, qui exposent dans la galerie ou la fréquentent. Après la mort de Pierre Loeb en 1964, Kallos expose à la galerie Pierre Domec puis à la galerie Nane Stern, ancienne assistante de Pierre Loeb. 
Une rétrospective lui est consacrée en 1989 aux musées d'Évreux et de Rodez, en 2011 à Paris à la galerie Le Minotaure et à la galerie Alain Le Gaillard ainsi qu'à l’Institut hongrois.

## Œuvre
Au milieu des années 1950 le travail de Paul Kallos, proche de Raoul Ubac, de Pierre Tal Coat ou de Jean Bazaine, s'oriente vers l'abstraction lyrique, donnant quelquefois quelques titres allusifs à ses œuvres (Lave, 1954 ; Paysage aux grands arbres, 1956 ; L'Atelier, 1957 ; Nocturne, Frondaisons, 1958).
À partir de 1959 il se développe à travers des aplats de couleurs franches, traversées d'éléments discrètement figuratifs (Figure jaune et bleue, 1961, Crucifixion, Nu, Intérieur jaune, 1962 ; Deux figures, Trois femmes, 1963 ; Figures, Le Balcon I, d'après Manet, L'Artiste et son modèle, 1967 ; Deux figures, 1968) qui disparaissent par la suite (Dehors dedans, 1969 ; Paysage rouge, 1970 ; Buisson rouge, 1972-1974).
En 1975, Kallos abandonne l'huile pour la fluidité de l'acrylique dans des séries d'œuvres dépouillées, fortement structurées, quadrillées ou stratifiées, au milieu d'espaces lumineux, entre figuration et abstraction, par des éléments de dimension architecturale, façades, arceaux ou colonnades.

### Réception critique
Pour Bernard Zurcher, « c'est de la lumière que procède l'art de Paul Kallos ; vers 1975, son passage du clair-obscur (champ du figuratif) à la couleur pure (champ de l'abstrait) le montre à l'évidence. Une couleur intense, mouvante et fluide jusqu'à se dissoudre dans le blanc de la toile. »

## Musées
- France
  - Musée des beaux-arts de Dijon
  - Musée d'Épinal
  - Musée d'art moderne de la ville de Paris
  - Musée d'Évreux
  - Musée de Metz
  - Musée d'art moderne de Saint-Étienne
- Étranger
  - Musée des beaux-arts de Budapest
  - Denver Art Museum
  - Musée d'Eindhoven
  - Musée de Rehovot
  - Musée de Rio de Janeiro
  - Musée de Tel-Aviv
  - Musée de Toronto

### Éléments de bibliographie
: source utilisée pour la rédaction de cet article

#### Monographies
- Bernard Zurcher, Kallos, l'architecte des transparences, Parus, La Différence, 1988
- Philippe-Alain Michaud, Kallos, Cercle d'art, Paris, 1992, 200 p.  (ISBN 2 7022 03183)

#### Catalogues
- Kallos, texte de Pierre Loeb, Paris, galerie Pierre, 1957
- Kallos, texte de Pierre Loeb, Paris, galerie Pierre, 1960
- Kallos, texte de Robert Marteau, Paris, galerie Pierre Domec, 1966
- Kallos, textes de Monique Daubigné et Robert Marteau, Metz, musée d'art et d'histoire, 1984
- Kallos, œuvres 1954-1989, textes de Pierre Descargues, musée d'Évreux, musée de Rodez, 1989

#### Articles
- Pierre Descargues, Paul Kallos, dans XXe siècle, juin 1960
- Georges Boudaille, Paul Kallos, dans Cimaise, janvier-février 1961

#### Ouvrages généraux
- Jean Guichard-Meili, La Vue offerte (Mondrian, Klee, Miró, Zack, Estève, Beaudin, Szenes, Bazaine, Elvire Jan, Vieira da Silva, Adam, Longuet, Lobo, Manessier, Singier, Le Moal, Kallos, Cherkaoui), La Pierre-qui-Vire, éditions Zodiaque, 1972.
- Lydia Harambourg, Dictionnaire des peintres de l'École de Paris, 1945-1965, éditions Ides et Calendes, Neuchâtel, 1993  (ISBN 2825800481) ; nouvelle édition, 2010, pp. 263-264  (ISBN 978-2-8258-0241-0).